# Plakolana nagada
Plakolana nagada là một loài chân đều trong họ Cirolanidae. Loài này được Bruce miêu tả khoa học năm 1993.